# Easton (Texas)
Easton é uma cidade localizada no estado norte-americano de Texas, no Condado de Gregg e Condado de Rusk.

## Demografia
Segundo o censo norte-americano de 2000, a sua população era de 524 habitantes.
Em 2006, foi estimada uma população de 557, um aumento de 33 (6.3%).

## Geografia
De acordo com o United States Census Bureau tem uma área de
6,5 km², dos quais 6,5 km² cobertos por terra e 0,0 km² cobertos por água. Easton localiza-se a aproximadamente 83 m acima do nível do mar.

## Localidades na vizinhança
O diagrama seguinte representa as localidades num raio de 24 km ao redor de Easton.